# Phymatidium geiselii
Phymatidium geiselii é uma espécie de planta do gênero Phymatidium e da família Orchidaceae. Phymatidium geiselii é reconhecida pelas folhas unifaciais alongadas, as sépalas laterais e pétalas curvadas para cima, o labelo rômbico e a tábula infraestigmática pequena.

## Taxonomia
O seguinte sinônimo já foi catalogado:  
- Phymatidium glaziovii  Toscano

## Forma de vida
É uma espécie epífita e herbácea.

## Descrição
Planta com cerca de 60 milímetros de altura. Raizes glabras. Ela tem folhas unifaciais ápice agudo. Sua inflorescência é glabra. Ela tem flores com pedicelo glabro, ovário angular. Sépala dorsal lanceolada, ápice agudo. Sépalas laterais lanceoladas, curvadas para cima, ápice agudo. Pétalas lanceolada, curvadas para cima, ápice agudo. Possui labelo  trilobado, rômbico; ápice agudo, margens irregulares, sobretudo na região mediana; disco provido de calosidade verde com as margens mais claras, ligulada. Coluna patente a levemente recurvada, auriculada na região apical, as aurículas ovadas quando explanadas, distintamente papilosas; rostelo curto, curvado para cima; cavidade estigmática pequena, ovada; tábula infraestigmática relativamente pequena, obovada; antera prolongada em um bico curto, levemente emarginado e flanqueado por um par de pequeníssimos dentes; polinário com estipe ovado-cuneado, não bifurcado, subtruncado na área de inserção das polínias, viscídio ovado à côncavo.
| Raiz                              | Raiz        |
| --------------------------------- | ----------- |
| superfície                        | glabra      |
| Caule                             |             |
| caule                             | inconspícuo |
| Folha                             |             |
| folha                             | unifacial   |
| forma                             | linear      |
| Flor                              |             |
| coluna aurícula                   | presente    |
| ornamentação da coluna aurícula   | papilosa    |
| tábula infraestigmática da coluna | presente    |
| forma do labelo                   | rômbico     |
| labelo margem                     | irregular   |
| pétala                            | inflexa     |
| sépala dorsal                     | inflexa     |
| sépala lateral                    | inflexa     |

## Conservação
A espécie faz parte da Lista Vermelha das espécies ameaçadas do estado do Espírito Santo, no sudeste do Brasil. A lista foi publicada em 13 de junho de 2005 por intermédio do decreto estadual nº 1.499-R.

## Distribuição
A espécie é encontrada nos estados brasileiros de Espírito Santo, Minas Gerais, Rio de Janeiro e São Paulo.
Em termos ecológicos, é encontrada no domínio fitogeográfico de Mata Atlântica, em regiões com vegetação de campos de altitude e mata ciliar.